# Juego del Año (España)

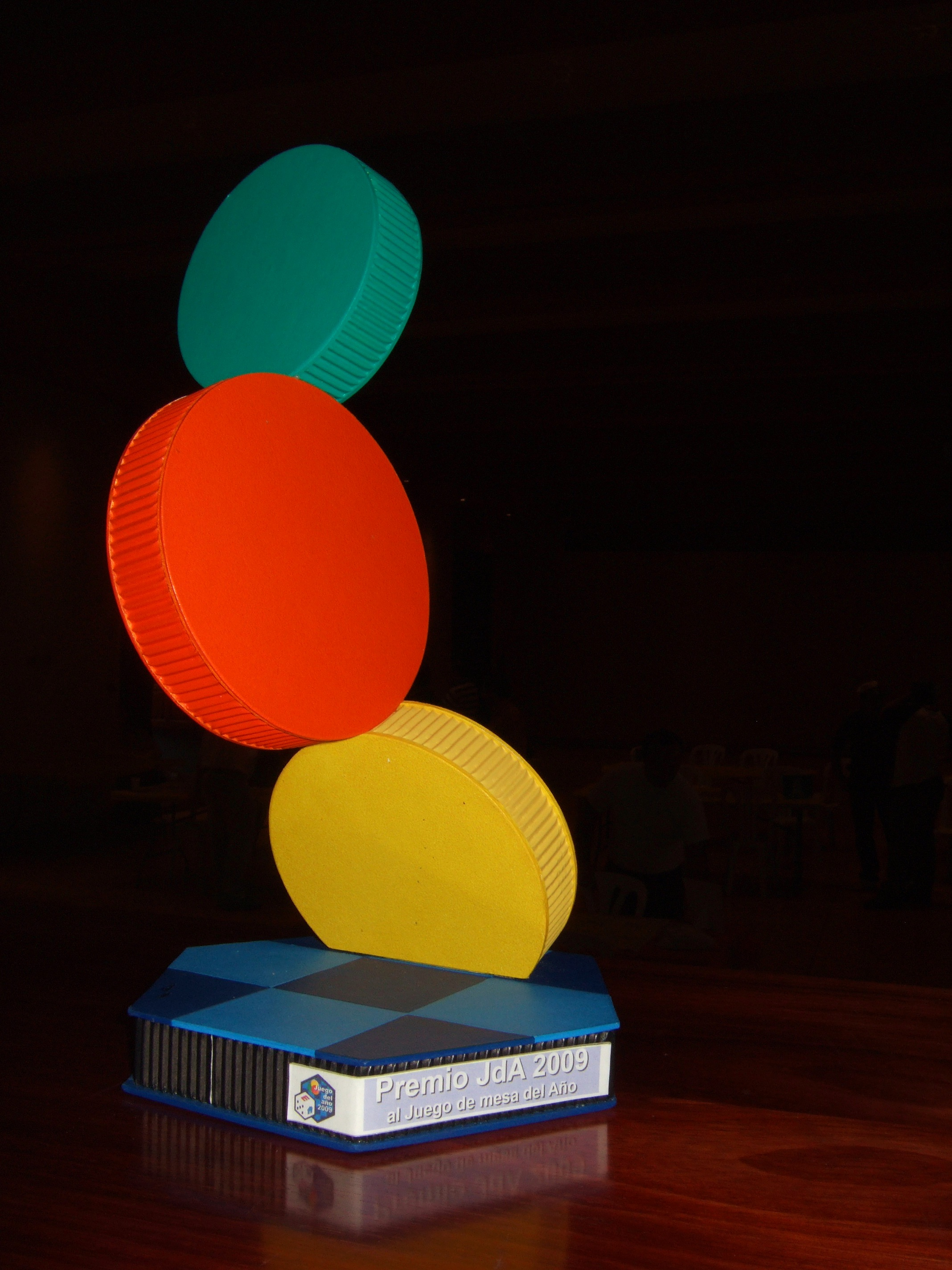
Premio Juego del Año en España 2009 otorgado a Dixit.

El galardón Juego del Año es otorgado por un jurado a un juego de mesa en el Encuentro Nacional de Juegos de Mesa, que se celebra cada año en alguna ciudad de España.

## Restricciones
Para que un juego pueda ser admitido a concurso debe cumplir una serie de requisitos, como estar editado en español (o en cualquier otra lengua oficial en España), tener una fecha de edición comprendida entre septiembre del año anterior y agosto del año presente, y tener claramente identificado a su autor.
Además, están excluidas algunas categorías de juegos, como los juegos de rol, los juegos de cartas o de miniaturas coleccionables o los juegos estrictamente infantiles, así como las expansiones y reediciones y los juegos que están editados en otro idioma aunque incluyan una traducción externa al español.

## Palmarés
Lista de ganadores y finalistas:
| Año  | Ganador                  | Finalistas |
| ---- | ------------------------ | --- |
| 2005 | ¡Aventureros al tren!    | Alhambra El misterio de la abadía Genial Heroscape Los hombres lobo de Castronegro Jungle Speed (mención especial) |
| 2006 | Exploradores             | Buccaneer Cash 'n Guns Pingüinos & CIA Railroad Tycoon Tombouctou                                                  |
| 2007 | Los pilares de la Tierra | Bohnanza Caylus Hive: La Colmena Príncipes de Florencia Puerto Rico                                                |
| 2008 | Agrícola                 | Bandu Kingsburg Time's Up! ¡Toma 6! Ubongo                                                                         |
| 2009 | Dixit                    | Alta tensión Dice Town Dominion GiftTRAP La vuelta al mundo en 80 días                                             |
| 2010 | Fauna                    | Fresco Identik Pony Express Ritmo y bola The Adventurers: El Templo de Chac Tinners' Trail Un mundo sin fin        |
| 2011 | La isla prohibida        | 7 Wonders Félix, el gato encerrado Finca                                                                           |
| 2012 | Santiago de Cuba         | Hanabi Kingdoms La Villa The island Twilight Struggle (mención especial)                                           |
| 2013 | Las leyendas de Andor    | El Principito Polilla tramposa River Dragons San Juan                                                              |
| 2014 | Jaipur                   | Augustus Camel Up Concept Marrakech ¡Rescate!                                                                      |
| 2015 | Colt Express             | Ciudad Machi Koro El Grande (2ª edición) Lords of Xidit Manila                                                     |
| 2016 | Pandemic Legacy          | Código Secreto Flick ´em up! Tierra de forajidos Patchwork Watson & Holmes – Diarios del 221B                      |
| 2017 | Dice Forge               | Istanbul Magic maze Samurái Tikal                                                                                  |
| 2018 | Azul                     | Iquazú Los castillos de Borgoña Mechs vs. Minions Sagrada                                                          |
| 2019 | El Dorado                | Cryptid Inis Manhattan Optimus                                                                                     |
| 2020 | La Tripulación           | Draftosaurus Las Vegas Royale Five Tribes Los genios de Nagala Undaunted: Normandy                                 |
| 2021 | Kingdom Builder          | MicroMacro: Crime City Paleo The Red Cathedral Unmatched                                                           |
| 2022 | Hibachi                  | Cascadia Combo Up Top Ten Treasure Hunter                                                                          |
| 2023 | Scout                    | Dice Throne Fun facts HEAT Pan Am                                                                                  |
| 2024 | 5 minute Dungeon         | Cat in the Box Horrified Pueblo Wonderland’s War                                                                   |